# Твин Лејкс (округ Фриборн, Минесота)
Твин Лејкс (енгл. Twin Lakes, Freeborn County) град је у америчкој савезној држави Минесота.

## Демографија
По попису из 2010. године број становника је 151, што је 17 (-10,1%) становника мање него 2000. године.
| Група             | 2000.       | 2010.       |
| Белци             | 164 (97,6%) | 147 (97,4%) |
| Афроамериканци    | 0 (0,0%)    | 0 (0,0%)    |
| Азијати           | 0 (0,0%)    | 0 (0,0%)    |
| Хиспаноамериканци | 3 (1,8%)    | 3 (2,0%)    |
| Укупно            | 168         | 151         |